# マッシュアップ
マッシュアップ（英: mashup）とは2つ以上の曲から片方はボーカルトラック、もう片方は伴奏トラックを取り出して、それらをもともとあった曲のようにミックスし重ねて一つにした音楽の手法である。バスタードポップ (bastard pop) とも言う。

## 概要
マッシュアップは、リミックス、アレンジ、メドレーの3種類の手法とよく間違われるが、相違点として
- リミックスは、元の音源の一部（ワンループ以上、もしくは一部分の音のみ）を広げて使う。
- アレンジは、元のメロディーラインなどを流用して、違う音楽ジャンル・楽器を使うため別のもの。
- メドレーは、元の曲をそのまま、または演奏している状態で、別の曲へカットインでつなげる手法。

が上げられ、冒頭の説明の通り、マッシュアップは別々の楽曲、またはボーカルトラック(あるいはメロディ)と伴奏トラックを合成する手法となっている。
マッシュアップとリミックスは、あくまでも元の曲をそのまま使うことが前提である。マッシュアップという名前がつく前にすでに手法としては存在し、90年代ではホワイト版（ブート音源）として売られていた。例としては、2many DJ'sの曲「スメルズ・ライク・ブーティー」でNirvana Vs Destiny's Childの組み合わせがあげられる。

## 歴史
初期のマッシュアップの古い例として、ビル・ブキャナン&ディッキー・グッドマンの「フライング・ソーサー(1956)が知られている。その後、フランク・ザッパやジョン・ゾーンら、さらに一連のノヴェルティ・ソング（コミック・ソング）の一部もマッシュ・アップを使用した。ジョン・ゾーンはオーネット・コールマンらの楽曲を使用した。サンプラーの普及、ハウスミュージックの台頭、ヒップホップの多様化、などを時代背景に1980年代中盤以降には、M/A/R/R/S「PUMP UP THE VOLUME」、エリックB&ラキム「PAID IN FULL」、ボム・ザ・ベース「ビート・ディス：Beat Dis」などマッシュアップの要素を多分に含んだ作品が数え切れないほど多くリリースされている。
- 1986年 「プロパガンダ・フォー・フランキー」。フランキー・ゴーズ・トゥ・ハリウッドのヒット曲「リラックス：Relax」と、Propagandaの「P.Machinery」をミックスしたもので、当時は衝撃的な作品であった。元ネタが2曲ともZTTレコードの作品というのもコア層の注目を集めた一因。マッシュアップを、元の曲をそのまま使うことを大前提、と定義するなら厳密にはマッシュアップ作品ではないが、その発想や方向性は、アレンジ、リミックス、メドレー、あるいはメガミックスやマスターミックスなどとは一線を画しており、「リラックス」と「P.Machinery」がまるで最初からひとつの曲であったかの様な融合ぶりは、まさにマッシュアップの原点にあるひとつの作品と言えるという評価がある。白ジャケではなく、普通にデザインされた12インチ盤としてリリースされた。
- 1989年 J.t & The Big Family「Moments In Soul」。「PUMP UP THE VOLUME」以降の作品であり、既にマッシュアップ的な作品も飽和状態にあったため、当時としてはP4Fほどのインパクトは無かったが、数あるソウルIIソウルネタの中でもマッシュアップ色の濃い作品。元の曲をそのまま使っているので定義的にもマッシュアップ作品にカテゴライズされる。Art of Noise「Moments In Love」とSoulIISoul「Back To Life」のマッシュアップ。白ジャケではなく、普通にデザインされた12インチ盤としてリリースされた。

2002年、ベルギーのユニット、2manydjsのミックスCD『アズ・ハード・オン・レディオ・ソウルワックス・パート2』が話題になった。また、日本では2003年のエレクトラグライドに2manydjsが出演した。

## 日本
日本のマッシュアップの起源については諸説あり、J-POPをはじめ日本語で歌われている楽曲だけを用いたDJイベントでも、マッシュアップを中心としたミックスが用いられている。
1981年12月にザ・キングトーンズが大滝詠一プロデュースによるシングル「ラストダンスはヘイジュード」をリリースしている。これはポール・マッカートニーがアメリカの黒人コーラスグループであるドリフターズの代表曲「ラストダンスは私に」を聴きながら「ヘイ・ジュード」を作曲したというエピソードを元に、左チャンネルから「ヘイ・ジュード」、右チャンネルから「ラストダンスを私に」が流れシンクロするという作品である。また山下達郎が自身のアルバム『SONORITE』で実験的に導入した。
1990年代末、東京・名古屋・京都などのインディーズテクノミュージシャン（サイケアウツ、SHARPNEL.NETなど）がMOD形式のマッシュアップ楽曲をネット上で公開した。音源にアニメ・ゲーム・特撮などオタク嗜好の強い題材が使われ、これらの音楽スタイルは後にサブカルチャー専門誌クイックジャパン誌上で「ナードコア」として取り上げられ、『ソリトン(NHK-BS)』でも特集された。
2005年10月、NIRGILISが「マイレボ」というタワーレコード限定発売シングルに収録した「コモンガール」という楽曲を発表した。NIRGILISはその後「アメイジング・グレイス」をマッシュアップした「sakura」をリリース。
2006年、音楽専門チャンネル「MTV」番組で制作されたHOTEI vs RIP SLYMEの『BATTLE FUNKASTIC』が音源化された。
これに続いてHOME MADE 家族 vs 米米CLUB（HOME MADE 家族と米米CLUBのコラボレーション）による「アイコトバはア・ブラ・カダ・ブラ」がある。
Charと米米クラブが「JUMPIN' JACK FLASHと星降る街」がある。
また日本でマッシュアップ音源を聞けるラジオ番組としてはピストン西沢、RHYMESTERの宇多丸の番組などがある。しかしどちらも、元の音源から歌だけを抜き出して自前のバックトラックに載せている曲もあり、必ずしもマッシュアップオンリーではない。

## ネットにおいて発表された音源
- クレイトン・カウンツ（英語版）『サージェント・ペットサウンズ・ロンリー・ハーツ・クラブ・バンド』[3][4]
- 吉幾三「俺ら東京さ行ぐだ」[5]
- Shing02 「Luv sic」